# نانسي بوند
نانسي بوند (بالإنجليزية: Nancy Bond)‏ (8 يناير 1945، بيثيسدا في الولايات المتحدة)؛ كاتِبة مُتخصِّصة في أدب الأطفال وروائية أمريكية. درست في كلية ماونت هوليوك.